# Ultimo profeta
L'ultimo profeta, o profeta finale, è un termine usato in contesti religiosi per riferirsi all'ultima persona attraverso la quale Dio parla, dopo di che non ci deve essere nessun altro. L'appellativo si riferisce anche a quel profeta che indurrà l'umanità a tornare a Dio. 

## Islam
La frase Khatamu 'n-Nabiyyīn ("Sigillo dei profeti") è un titolo usato nel Corano per designare il profeta Maometto. Si ritiene generalmente che Maometto sia l'ultimo dei profeti inviati da Dio. 

### Movimento Ahmadiyya
Il movimento Ahmadiyya fu fondato in India nel 1889 da Mirza Ghulam Ahmad, che sosteneva di essere il promesso Messia ("Seconda Venuta di Cristo"), il Mahdi atteso dai musulmani e un profeta "subordinato" a Maometto. Il suo compito era quello di ripristinare la sharia originale donata a Maometto, guidando o radunando Umma (la comunità dei fedeli) disincantato e contrastando gli attacchi all'Islam da parte dei suoi avversari. I seguaci sono divisi in due gruppi, la comunità musulmana Ahmadiyya e il movimento Lahore Ahmadiyya per la propagazione dell'Islam. Il primo crede che Ghulam Ahmad fosse un profeta non legale e il secondo credeva fosse solo un riformatore religioso anche se un profeta in senso allegorico. Gli ahmadi si considerano musulmani e affermano di praticare la forma incontaminata dell'Islam come ristabilita con gli insegnamenti del Ghulam Ahmad. 
In molti paesi islamici gli Ahmadi sono stati definiti eretici e non musulmani e per questo sottoposti a persecuzioni e spesso sistematiche oppressioni.

## Cristianesimo
La maggior parte delle chiese cristiane nega che ci sia stato o ci sarà un ultimo profeta, sebbene la prospettiva cessazionista sia sostenuta da gran parte del protestantesimo. Altri, denominati "continuazionisti", sostengono che la profezia continua e presso di loro il dibattito continua . 
La Chiesa ortodossa orientale sostiene che Malachia era il "Sigillo dei profeti" - nel senso che era l'ultimo profeta prima della venuta di Gesù Cristo.

## Altri
Altre tradizioni religiose hanno usato questo o termini simili. Mani, fondatore della fede persiana Manicheismo, affermò anche di essere il Sigillo dei Profeti e l'ultimo profeta.
Il giudaismo considera Malachia come l'ultimo dei profeti biblici, ma crede che il Messia sarà un profeta e che probabilmente ci saranno altri profeti al suo fianco.
Nel Mandaeanismo, Giovanni Battista è considerato l'ultimo profeta.
La Iglesia ni Cristo, una religione cristiana indipendente e non trinitaria con sede nelle Filippine, afferma che il fondatore Felix Manalo fu l'ultimo messaggero inviato da Dio per ristabilire la chiesa originale fondata da Gesù, con tutte le altre denominazioni - specialmente la Chiesa cattolica - ritenute apostate.